# Giro de Italia 1998
El  81º Giro de Italia se disputó entre el 16 de mayo y el 7 de junio de 1998 con un recorrido de 3811 km dividido un prólogo y 22 etapas con inicio en Niza y final en Milán.
Participaron 162 ciclistas repartidos en 18 equipos de 9 corredores cada uno de los que lograron finalizar la prueba 94 ciclistas.
El vencedor absoluto fue el italiano Marco Pantani que cubrió la prueba en 98h 48’ 32’’ a una velocidad media de 38,569 km/h.

## Equipos participantes
Un total de 18 equipos fueron invitados a participar en el Giro de Italia. Cada equipo envió un escuadrón de nueve corredores, por lo que el Giro comenzó con un pelotón de 162 ciclistas. La presentación de los equipos, donde se presentaron al equipo y al mánager de cada equipo frente a los medios y los dignatarios locales, tuvo lugar en la Sala de Conciertos Apollon. De los 162 jinetes que comenzaron esta edición del Giro de Italia, un total de 94 ciclistas llegaron a la meta en Milán. 
Los 18 equipos que tomaron parte en la carrera fueron:
| Equipo                      | Jefe de filas     |
| Saeco-Cannondale            | Ivan Gotti        |
| Amore & Vita-Forzarcore     | Glenn Magnusson   |
| Asics-CGA                   | Michele Bartoli   |
| Ballan                      | Piotr Ugrumov     |
| Brescialat-Liquigas         | Enrico Zaina      |
| Cantina Tollo-Alexia Allum. | Serhiy Honchar    |
| Casino-Ag2r                 | Pascal Richard    |
| Festina-Lotus               | Alex Zülle        |
| Kelme-Costa Blanca          | José Luis Rubiera |

| Equipo                       | Jefe de filas      |
| Mapei-Bricobi                | Pável Tonkov       |
| Mercatone Uno-Bianchi        | Marco Pantani      |
| Riso Scotti-MG Boys Magl     | Fabio Baldato      |
| Ros Mary-Amica Chips         | Claudio Chiappucci |
| Scrigno-Gaerne               | Biagio Conte       |
| Team Polti                   | Luc Leblanc        |
| TVM-Farm Frites              | Jeroen Blijlevens  |
| Vini Caldirola-Longoni Sport | Giorgio Furlan     |
| Vitalicio Seguros            | Daniel Clavero     |

## Etapas
El recorrido fue presentado por el director de la carrera Carmine Castellano el 22 de noviembre de 1997 en Milán. Constaba de tres etapas contrarreloj, todos ellas individuales. Hubo once etapas que contenían altas montañas, de las cuales cuatro terminaron en alto: la etapa 11, hacia San Marino; la etapa 14, a Piancavallo; la etapa 18, a Passo di Pampeago; y la etapa 19, a Plan di Montecampione. Los organizadores eligieron no incluir días de descanso. En comparación con la carrera del año anterior, la carrera fue 82 km más corta. Después de una ausencia de cinco años, la RAI transmitió el evento, reemplazando a Reti Televisive Italiane (RTI) que había retransmitido la carrera desde 1993. 
Hubo un total de siete etapas que comenzaron fuera de Italia. El Giro comenzó con un prólogo alrededor de la ciudad francesa de Niza, que también sirvió como el inicio de la primera etapa de la carrera. La etapa 11 finalizó en San Marino y la duodécima etapa también comenzó allí. La vigésima etapa terminó en Mendrisio. La etapa 21 comenzó en Mendrisio y finalizó en Lugano, que también sirvió como inicio para la etapa 22.
| Etapa   | Fecha      | Recorrido                        | km       | Ganador de la etapa | Líder de la clasificación general |
| Prólogo | 16 de mayo | Niza                             | 7 (CRI)  | Alex Zülle          | Alex Zülle                        |
| 1.ª     | 17 de mayo | Niza - Cuneo                     | 162      | Mariano Piccoli     | Alex Zülle                        |
| 2.ª     | 18 de mayo | Alba - Imperia                   | 160      | Angel Edo           | Alex Zülle                        |
| 3.ª     | 19 de mayo | Rapallo - Forte dei Marmi        | 196      | Nicola Minali       | Serhiy Honchar                    |
| 4.ª     | 20 de mayo | Viareggio - Monte Argentario     | 239      | Nicola Miceli       | Serhiy Honchar                    |
| 5.ª     | 21 de mayo | Orbetello - Frascati             | 206      | Mario Cipollini     | Michele Bartoli                   |
| 6.ª     | 22 de mayo | Maddaloni - Lago di Laceno       | 160      | Alex Zülle          | Alex Zülle                        |
| 7.ª     | 23 de mayo | Montella - Matera                | 235      | Mario Cipollini     | Alex Zülle                        |
| 8.ª     | 24 de mayo | Matera - Lecce                   | 191      | Mario Cipollini     | Alex Zülle                        |
| 9.ª     | 25 de mayo | Foggia - Vasto                   | 169      | Glenn Magnusson     | Alex Zülle                        |
| 10.ª    | 26 de mayo | Vasto - Macerata                 | 212      | Mario Cipollini     | Alex Zülle                        |
| 11.ª    | 27 de mayo | Macerata - San Marino            | 214      | Andrea Noé          | Alex Zülle                        |
| 12.ª    | 28 de mayo | San Marino - Carpi               | 202      | Laurent Roux        | Laurent Roux                      |
| 13.ª    | 29 de mayo | Carpi - Schio                    | 166      | Michele Bartoli     | Andrea Noé                        |
| 14.ª    | 30 de mayo | Schio - Piancavallo              | 165      | Marco Pantani       | Alex Zülle                        |
| 15.ª    | 31 de mayo | Trieste                          | 40 (CRI) | Alex Zülle          | Alex Zülle                        |
| 16.ª    | 1 de junio | Udine - Asiago                   | 236      | Fabiano Fontanelli  | Alex Zülle                        |
| 17.ª    | 2 de junio | Asiago - Selva                   | 215      | Giuseppe Guerini    | Marco Pantani                     |
| 18.ª    | 3 de junio | Selva - Alpe di Pampeago         | 115      | Pável Tonkov        | Marco Pantani                     |
| 19.ª    | 4 de junio | Cavalese - Plan di Montecampione | 243      | Marco Pantani       | Marco Pantani                     |
| 20.ª    | 5 de junio | Darfo Boario Terme - Mendrisio   | 143      | Gian-Matteo Fagnini | Marco Pantani                     |
| 21.ª    | 6 de junio | Mendrisio - Lugano               | 34 (CRI) | Serhiy Honchar      | Marco Pantani                     |
| 22ª     | 7 de junio | Lugano - Milán                   | 101      | Gian-Matteo Fagnini | Marco Pantani                     |

## Clasificaciones

### Clasificación general - Maglia rosa
| Clasificación general |             |
| --- | ----------- |
| \| 1. Marco Pantani \| 98h 48' 32" \| \| 2. Pável Tonkov \| a 1' 33" \| \| 3. Giuseppe Guerini \| a 6' 51" \| \| 4. Oskar Camenzind \| a 12' 16" \| \| 5. Daniel Clavero \| a 18' 04" \| \| 6. Gianni Faresin \| a 18' 31" \| \| 7. Paolo Bettini \| a 21' 03" \| \| 8. Daniele De Paoli \| a 21' 35" \| \| 9. Paolo Savoldelli \| a 25' 54" \| \| 10. Serhiy Honchar \| a 25' 58" \| |             |
| 1. Marco Pantani | 98h 48' 32" |
| 2. Pável Tonkov | a 1' 33"    |
| 3. Giuseppe Guerini | a 6' 51"    |
| 4. Oskar Camenzind | a 12' 16"   |
| 5. Daniel Clavero | a 18' 04"   |
| 6. Gianni Faresin | a 18' 31"   |
| 7. Paolo Bettini | a 21' 03"   |
| 8. Daniele De Paoli | a 21' 35"   |
| 9. Paolo Savoldelli | a 25' 54"   |
| 10. Serhiy Honchar | a 25' 58"   |

### Clasificación de los puntos - Maglia ciclamino
| \| 1. \| Mariano Piccoli \| Brescialat-Liquigas \| 194 puntos \| \| 2. \| Marco Pantani \| Mercatone Uno–Bianchi \| 158 puntos \| \| 3. \| Gian-Matteo Fagnini \| Saeco \| 156 puntos \| \| 4. \| Pavel Tonkov \| Mapei–Bricobi \| 140 puntos \| \| 5. \| Alex Zülle \| Festina–Lotus \| 117 puntos \| |                     |                       |            |
| 1. | Mariano Piccoli     | Brescialat-Liquigas   | 194 puntos |
| 2. | Marco Pantani       | Mercatone Uno–Bianchi | 158 puntos |
| 3. | Gian-Matteo Fagnini | Saeco                 | 156 puntos |
| 4. | Pavel Tonkov        | Mapei–Bricobi         | 140 puntos |
| 5. | Alex Zülle          | Festina–Lotus         | 117 puntos |

### Clasificación de la montaña - Maglia verde
| \| 1. \| Marco Pantani \| Mercatone Uno–Bianchi \| 89 puntos \| \| 2. \| Chepe González \| Kelme-Costa Blanca \| 62 puntos \| \| 3. \| Pavel Tonkov \| Mapei–Bricobi \| 49 puntos \| \| 4. \| Alex Zülle \| Festina–Lotus \| 37 puntos \| \| 5. \| Paolo Bettini \| Asics-CGA \| 30 puntos \| |                |                       |           |
| 1. | Marco Pantani  | Mercatone Uno–Bianchi | 89 puntos |
| 2. | Chepe González | Kelme-Costa Blanca    | 62 puntos |
| 3. | Pavel Tonkov   | Mapei–Bricobi         | 49 puntos |
| 4. | Alex Zülle     | Festina–Lotus         | 37 puntos |
| 5. | Paolo Bettini  | Asics-CGA             | 30 puntos |

### Clasificación del intergiro - Maglia azul
| \| 1. \| Gian-Matteo Fagnini \| Saeco \| 62h 32' 12" \| \| 2. \| Mariano Piccoli \| Brescialat-Liquigas \| + 55" \| \| 3. \| Nicola Loda \| Ballan \| + 2' 29" \| |                     |                     |             |
| 1. | Gian-Matteo Fagnini | Saeco               | 62h 32' 12" |
| 2. | Mariano Piccoli     | Brescialat-Liquigas | + 55"       |
| 3. | Nicola Loda         | Ballan              | + 2' 29"    |

### Clasificación por equipos por tiempo
| \| 1. \| Mapei–Bricobi \| 296h 17' 54" \| \| 2. \| Mercatone Uno–Bianchi \| + 17' 11" \| \| 3. \| Saeco \| + 50' 22" \| |                       |              |
| 1. | Mapei–Bricobi         | 296h 17' 54" |
| 2. | Mercatone Uno–Bianchi | + 17' 11"    |
| 3. | Saeco                 | + 50' 22"    |

### Clasificación por equipos por puntos
| \| 1. \| Team Polti \| 479 \| \| 2. \| Mapei–Bricobi \| 469 \| \| 3. \| Mercatone Uno–Bianchi \| 384 \| |                       |     |
| 1. | Team Polti            | 479 |
| 2. | Mapei–Bricobi         | 469 |
| 3. | Mercatone Uno–Bianchi | 384 |

## Evolución de las Clasificaciones

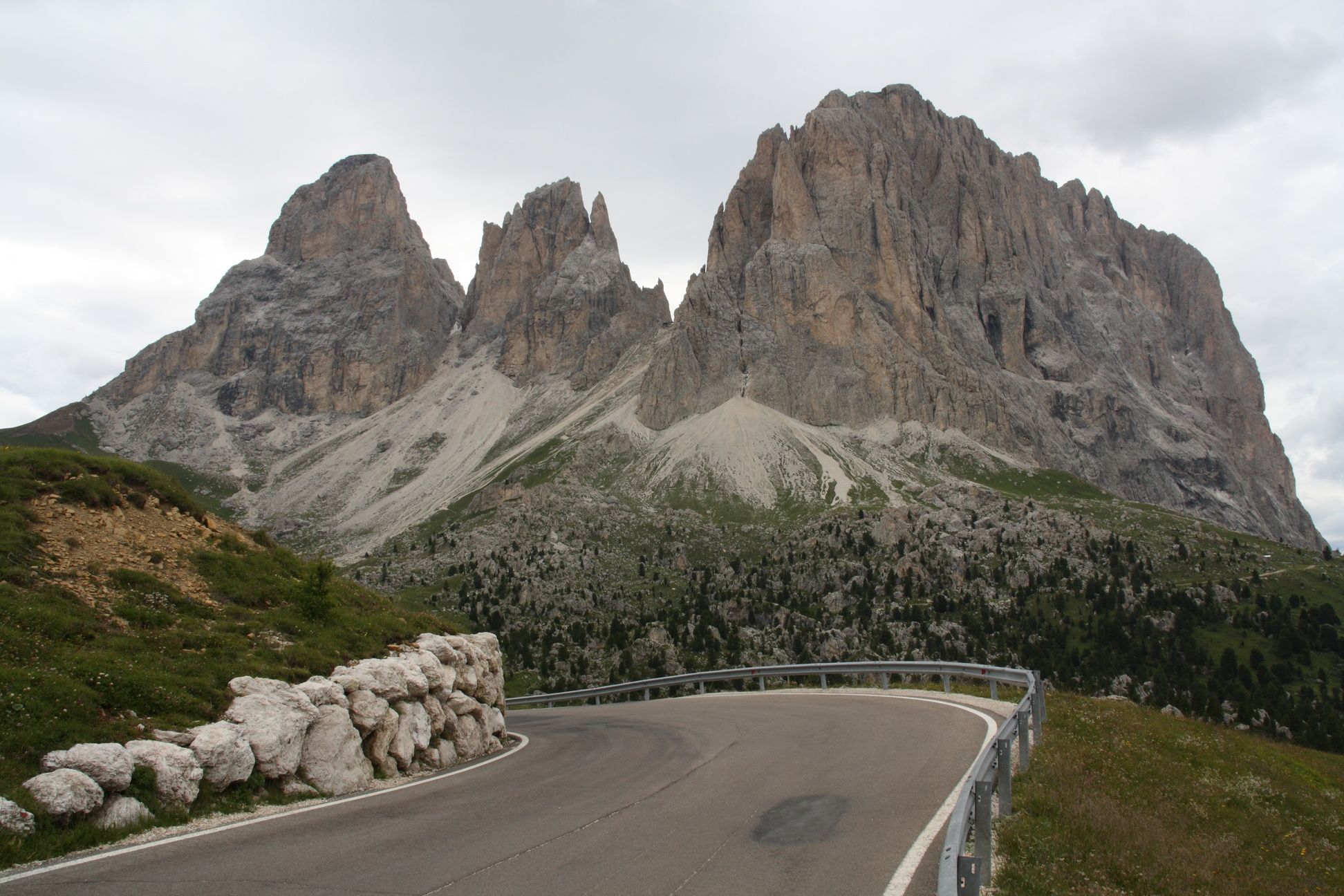
El Passo Sella fue la Cima Coppi en esta edición.

Cuatro maillots diferentes se usaron durante el Giro de Italia de 1998. El líder de la clasificación general, que se calculó sumando los tiempos de finalización de la etapa de cada ciclista y permitiendo bonificaciones de tiempo para los primeros tres finalistas en las etapas de inicio masivo, vestía un maillot rosa. Esta clasificación es la más importante de la carrera, y su ganador es considerado como el ganador del Giro. 
Para la clasificación de puntos, que premió con una camiseta morada (o ciclamino) a su líder, a los ciclistas se les otorgaron puntos por terminar una etapa entre los primeros 15; también se podían ganar puntos adicionales en sprints intermedios. La camiseta verde fue otorgada al líder de clasificación de montañas. En este ranking, los puntos se ganaron al alcanzar la cima de una montaña por delante de otros ciclistas. Cada ascenso se clasificó como de primera, segunda o tercera categoría, con más puntos disponibles para las cumbres de mayor categoría. La Cima Coppi, el punto más alto de la carrera, otorgó más puntos que las de primera categoría. La Cima Coppi en este Giro fue el Passo Sella y el primero en coronarlo fue el italiano Marco Pantani. La clasificación del intergiro estuvo marcada por un jersey azul. El cálculo para el intergiro es similar al de la clasificación general, en cada etapa hay un punto intermedio en el que los corredores pasan por un punto y se detiene su tiempo. A medida que avanza la carrera, se compila su tiempo y la persona con el tiempo más bajo es el líder de la clasificación del intergiro y portaba una maillot azul. Aunque no se otorgó ningún maillot, también hubo una clasificación para los equipos, en la que se agregaron los tiempos de llegada de los mejores tres ciclistas por equipo; el equipo líder fue el que tuvo el menor tiempo total.
La siguiente tabla muestra la evolución de las diferentes clasificaciones:
| Etapa (Vencedor)         | Clasificación general | Clasificación por puntos | Clasificación de la montaña | Clasificación por equipos |
| ------------------------ | --------------------- | ------------------------ | --------------------------- | ------------------------- |
| Prólogo Alex Zülle       | Alex Zülle            | no otorgado              | no otorgado                 | Mapei                     |
| 1.ª Mariano Piccoli      | Alex Zülle            | Mariano Piccoli          | Marzio Bruseghin            | Mapei                     |
| 2.ª Ángel Edo            | Alex Zülle            | Mariano Piccoli          | Marzio Bruseghin            | Mapei                     |
| 3.ª Nicola Minali        | Serhiy Honchar        | Mariano Piccoli          | Paolo Bettini               | Mapei                     |
| 4.ª Nicola Miceli        | Serhiy Honchar        | Mariano Piccoli          | Paolo Bettini               | Mapei                     |
| 5.ª Mario Cipollini      | Michele Bartoli       | Michele Bartoli          | Alex Zülle                  | Mapei                     |
| 6.ª Alex Zülle           | Alex Zülle            | Michele Bartoli          | Paolo Bettini               | Team Polti                |
| 7.ª Mario Cipollini      | Alex Zülle            | Michele Bartoli          | Paolo Bettini               | Team Polti                |
| 8.ª} Mario Cipollini     | Alex Zülle            | Michele Bartoli          | Paolo Bettini               | Team Polti                |
| 9.ª Glenn Magnusson      | Alex Zülle            | Michele Bartoli          | Paolo Bettini               | Team Polti                |
| 10.ª Mario Cipollini     | Alex Zülle            | Michele Bartoli          | Paolo Bettini               | Team Polti                |
| 11.ª Andrea Noé          | Alex Zülle            | Michele Bartoli          | Paolo Bettini               | Team Polti                |
| 12.ª Laurent Roux        | Laurent Roux          | Michele Bartoli          | Paolo Bettini               | Team Polti                |
| 13.ª Michele Bartoli     | Andrea Noè            | Michele Bartoli          | Paolo Bettini               | Team Polti                |
| 14.ª Marco Pantani       | Alex Zülle            | Michele Bartoli          | Marco Pantani               | Team Polti                |
| 15.ª Alex Zülle          | Alex Zülle            | Michele Bartoli          | Marco Pantani               | Mapei                     |
| 16.ª Fabiano Fontanelli  | Alex Zülle            | Michele Bartoli          | Marco Pantani               | Team Polti                |
| 17.ª Giuseppe Guerini    | Marco Pantani         | Mariano Piccoli          | Marco Pantani               | Mercatone Uno             |
| 18.ª Pavel Tonkov        | Marco Pantani         | Mariano Piccoli          | Marco Pantani               | Mercatone Uno             |
| 19.ª Marco Pantani       | Marco Pantani         | Mariano Piccoli          | Marco Pantani               | Mapei                     |
| 20.ª Gian Matteo Fagnini | Marco Pantani         | Mariano Piccoli          | Marco Pantani               | Mapei                     |
| 21.ª Serhiy Honchar      | Marco Pantani         | Mariano Piccoli          | Marco Pantani               | Mapei                     |
| 22ª Gian Matteo Fagnini  | Marco Pantani         | Mariano Piccoli          | Marco Pantani               | Mapei                     |
| Final                    | Marco Pantani         | Mariano Piccoli          | Marco Pantani               | Mapei                     |